# ترافيس لوتر
ترافيس لوتر (بالإنجليزية: Travis Lutter؛ مواليد 12 مايو 1973) هو مُقاتل فنون قتالية مختلطة أمريكي.

## وصلات خارجية
- ترافيس لوتر على موقع يو إف سي (الإنجليزية)
- ترافيس لوتر على موقع شيردوغ (الإنجليزية)
- ترافيس لوتر على موقع IMDb (الإنجليزية)
- ترافيس لوتر على موقع قاعدة بيانات الفيلم (الإنجليزية)